# Villa Berthe
Pour les articles homonymes, voir Berthe.
La villa Berthe, située au Vésinet, 72 route de Montesson, dans le département des Yvelines, est une œuvre d'Hector Guimard et fait partie des premières réalisations architecturales Art nouveau en France. Elle est également appelée La Hublotière, du fait de la présence d’ouvertures rondes en forme de hublots au niveau du soubassement des façades latérales.

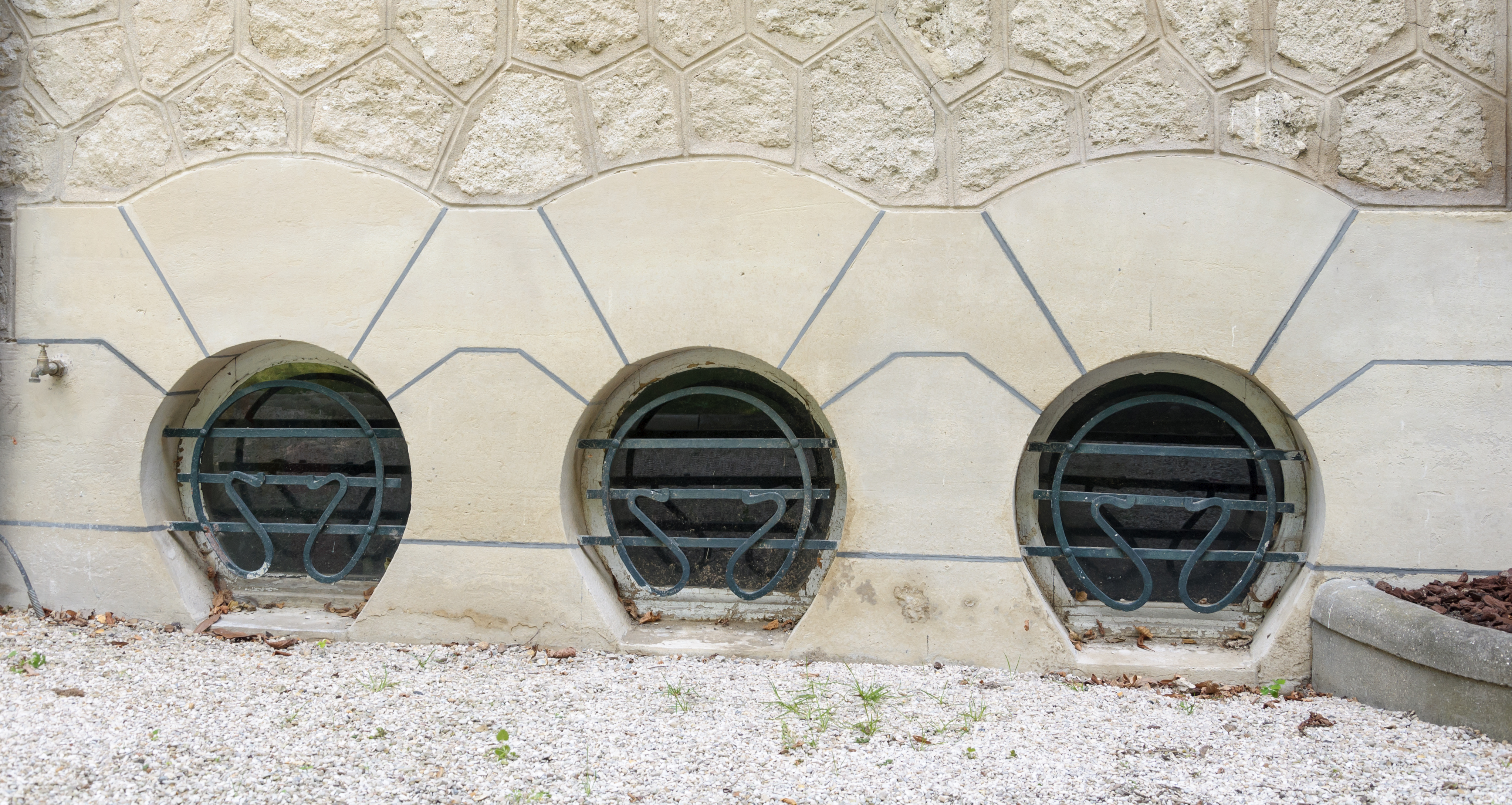
Soupiraux de la façade latérale droite évoquant des hublots de bateaux.

## La villa Berthe dans la carrière de Guimard: la naissance de l’Art Nouveau

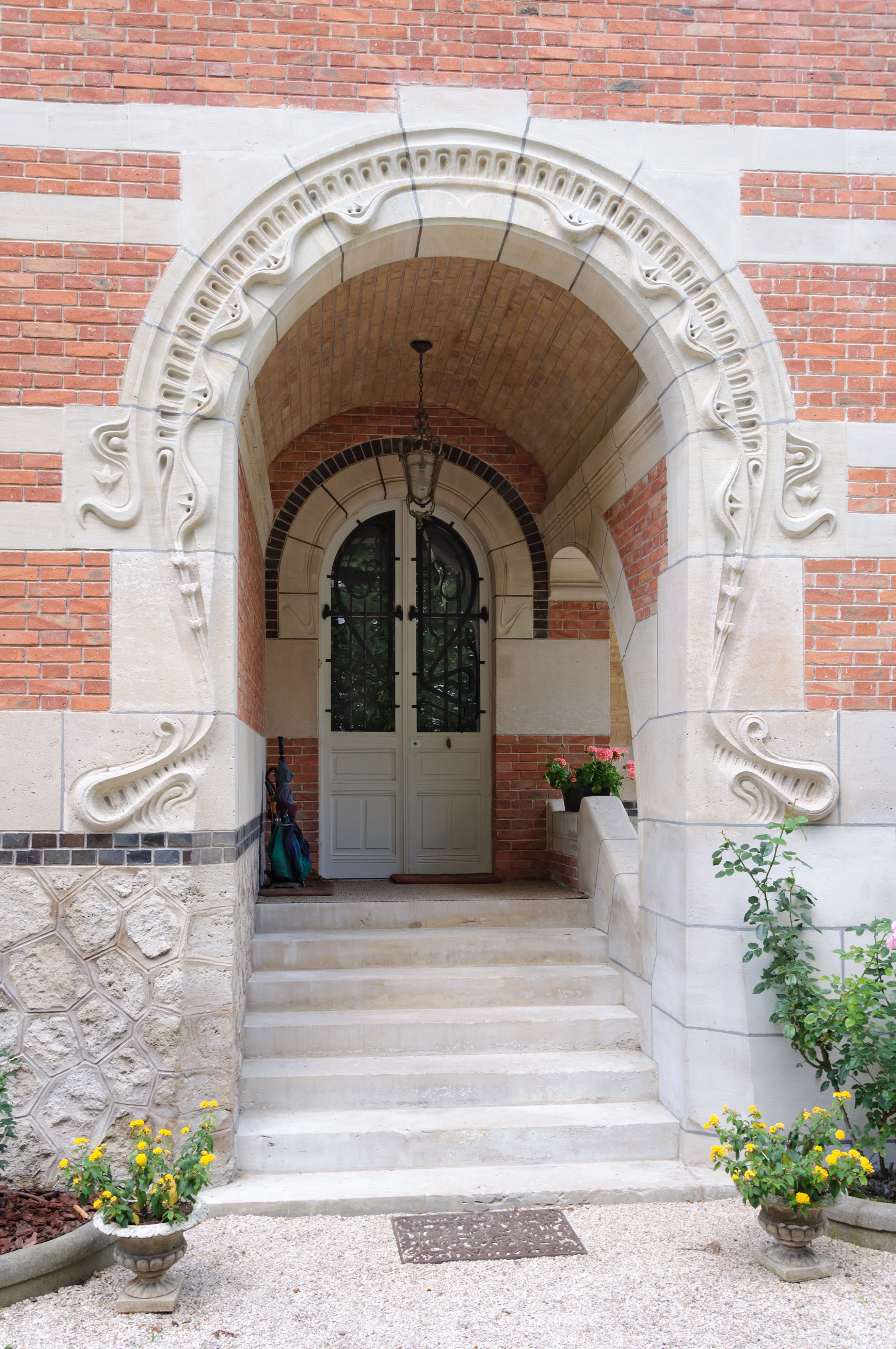
Porche et porte d'entrée de la villa Berthe.

La villa Berthe, située sur la commune du Vésinet, fut réalisée par un jeune architecte de vingt-neuf ans, Hector Guimard. Elle correspond à la période d’élaboration d’un langage architectural spécifique, en rupture avec l’historicisme et l’éclectisme présents dans la seconde moitié du XIXe siècle. Guimard ne s’était jusqu’alors confronté qu’à de rares projets de villas (villa Toucy en 1892 à Billancourt, aujourd’hui détruite ; maison de campagne pour Charles Jassedé en 1893 sur l’actuelle commune d’Issy-les-Moulineaux).
La villa Berthe est issue d’une commande passée à Guimard par un rentier, M. Noguès, en 1896. Elle intervient à un moment décisif de la carrière de l’architecte. À la même époque, il travaille au chantier du Castel Béranger (1894-1898), immeuble de rapport de trente-six appartements sis rue La Fontaine dans le 16e arrondissement parisien. Cet édifice contribue à sa notoriété : le Castel Béranger obtient en 1899 l’une des médailles d’or du concours de façades de la ville de Paris. C’est pour Guimard une période d’activité fébrile, mue par une forte volonté de rupture et marquée par de fécondes recherches, expérimentations et découvertes. C’est notamment au contact de Victor Horta que Guimard prend connaissance d’une série d’expériences architecturales novatrices. Le projet du Castel Béranger a été remanié après la rencontre avec l’architecte belge, tout comme la villa Berthe porte les fruits de cet échange artistique entre les deux artistes de l’Art Nouveau. Ainsi, dans les réalisations des années 1890, Guimard pose les bases de l’Art Nouveau en France, tout en affirmant un langage architectural singulier, qu’il désignera dès 1900 sous le nom de « style Guimard ».

## Hector Guimard et Victor Horta
Par un certain nombre d’aspects la villa Berthe fait écho à la rencontre en 1895 à Bruxelles de Hector Guimard et Victor Horta. L’architecte belge a signé en 1893 l’Hôtel Tassel, qui sera considéré comme la première construction Art nouveau. Guimard a découvert à travers les réalisations de Horta une attitude non-conformiste qui le séduit : il expose en 1896 au Salon de la Société nationale des Beaux-Arts un certain nombre de représentations de l’Hôtel Tassel et confie la même année dans une lettre à son confrère qu’il est « le seul "Architecte" [qu’il] connaisse ».

A la villa Berthe, Guimard introduit un bow-window au second étage de la façade principale. Cet élément semble autant inspiré par l’architecture anglaise qu’il découvre lors d’un voyage d’études en 1894 que par l’architecte Horta qui a employé auparavant ce type d’ouverture pour la façade de l’Hôtel Tassel.

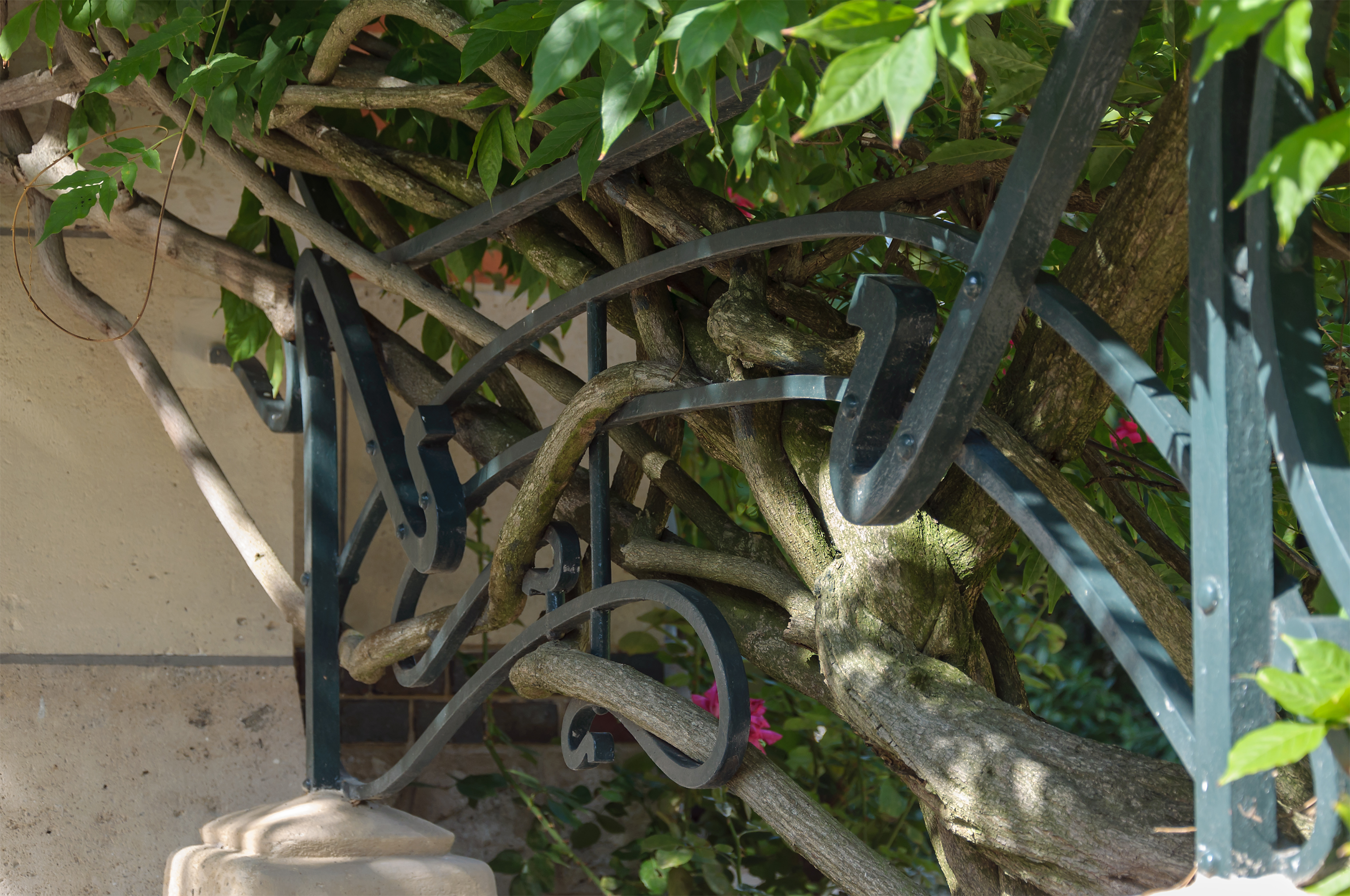
Détail des ferronneries du perron, mêlées de tiges ligneuses.

C’est certainement au niveau de l’ornementation que Guimard se révèle le plus proche de son confrère belge. L’Hôtel Tassel est un hymne à la ligne courbe. Guimard multiplie les exemples de torsion de la ligne afin d’animer les façades : circonvolutions des ferronneries, ondulations inscrites dans la pierre, linteaux des fenêtres ornés de motifs de vagues. Cette ligne vagabonde contamine jusqu’aux parties supérieures de l’édifice, où, sublimée, elle investit le garde-corps de la terrasse. Les arabesques s’y détachent directement sur le ciel. Guimard se détourne de la ligne droite comme de la façade plate : il va jusqu’à faire fléchir la travée centrale de la façade sur rue qui se courbe pour embrasser les formes du bow-window.
En ce qui concerne l’imitation de la nature, Horta aurait conseillé à Guimard d’abandonner la superficialité et le caractère décoratif de la fleur, de ses feuilles et de ses pétales, afin de privilégier la tige qui, extraite de la nature, sait s’éloigner de son modèle initial et résiste à la tentation de la figuration stricto sensu. A la villa Berthe, il fait triompher cette ligne abstraite tandis qu’au Castel Béranger, Guimard hésite encore et ajoute un vocabulaire figuratif, peuplant la façade de masques, hippocampes, salamandres et autres éléments fantastiques.

Ainsi, cette villa apporte un éclairage essentiel sur les liens étroits qui unissaient Horta et Guimard. C’est également le témoignage des courants d’échange existant entre architectes. Certes, il existe parmi les artistes de l’Art Nouveau des personnalités isolées brandissant avec provocation leur singularité, mais ces artistes sont aussi unis dans un même désir de battre en brèche les tenants et héritiers du système académique.

## Une villa au Vésinet
La fantaisie quelque peu modérée et raisonnable de la façade principale et du grand portail d’entrée, se conformant tous deux au principe de la symétrie, peut surprendre. La disposition symétrique des éléments est en effet rare chez Guimard, quoi qu’elle apparaisse également à l’hôtel Nozal (1904-1906).  Mais à la villa Berthe elle peut s’expliquer par la nécessité pour Guimard d’insérer sa villa dans un site particulier. Il ne s’agit pas d’une villa sur catalogue, transposable partout, comme il pourra le faire quelques années plus tard, vers 1904, avec une présentation de modèles types de villas pour la campagne ou les bords de mer. Le caractère de la villa Berthe doit cohabiter avec le projet initial du Vésinet, né à partir de 1856 dans l’idée d’une « ville-parc ».  Dès sa mise en place  s’affirme la volonté de maîtrise des espaces : les espaces verts modelés par un paysagiste, le comte de Choulot,  les lacs artificiels, ainsi que les constructions réalisées sur le site. Ceci donne lieu à l’établissement d’un certain nombre de règles rassemblées en 1863 dans un cahier des charges paysager. Un article stipule que la façade doit rester visible depuis la rue : des principes stricts encadrent l’élévation du mur de clôture. Guimard a sans doute donné ce visage symétrique à la façade principale dans le souci de cohabiter avec les autres réalisations vésigondines. Cette prise en compte de l’espace dans lequel s’insère l’architecture se retrouve chez Guimard quelques années plus tard avec la villa La Bluette à Hermanville-sur-Mer (1899) où pans de bois peints en bleus et coquillages incrustés dans les murs du porche empruntent au charme des villas normandes.
Si Le Vésinet est un laboratoire architectural d’une grande diversité où se mêlent les styles architecturaux, la Hublotière est sans conteste la seule villa Art Nouveau, inscrite Monument Historique en 1979. 

## Guimard lecteur de Viollet-le Duc

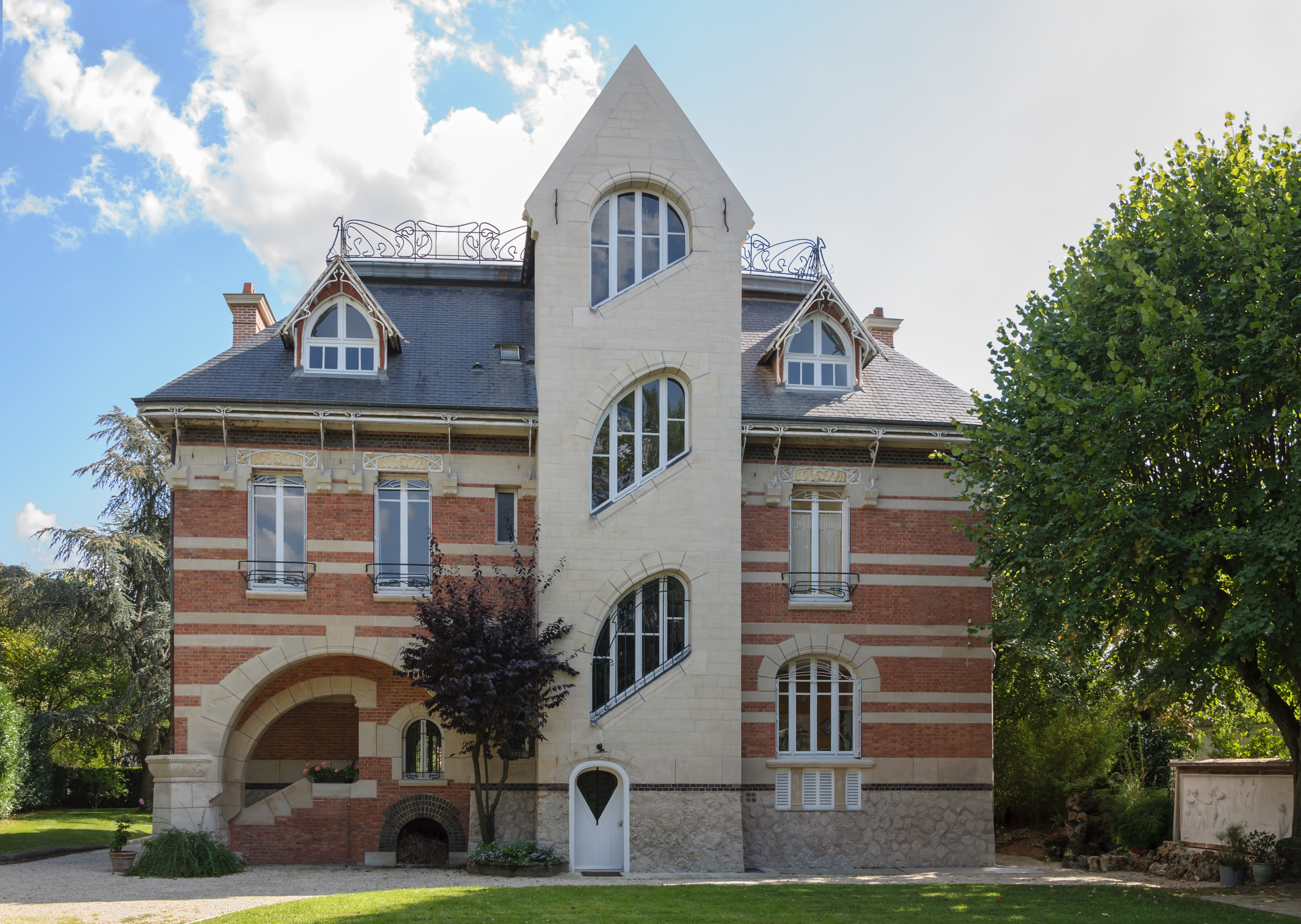
Façade arrière de la villa Berthe.

Le mouvement du romantisme puis les chantiers de restauration des monuments médiévaux qui font suite à la création de la Commission des monuments historiques en 1837 ont lancé toute une vogue néo-gothique qui s’épanouit au XIXe siècle dans la construction. Guimard s’en éloigne et s’il place à la villa Berthe quelques éléments néo-gothiques comme le pignon de pierre qui couronne la travée centrale (ce trait, on le retrouve au niveau de la façade sur la rue La Fontaine du Castel Béranger), plutôt qu’une concession à l’historicisme, il faut y lire l’héritage de Eugène Viollet-le-Duc (1814-1879). Architecte, restaurateur et théoricien français, il est l’auteur d’Entretiens sur l’architecture (1863 et 1872) étudiés attentivement par les architectes de l’Art Nouveau. Viollet-le-Duc avait proposé une lecture inédite du gothique. Pour lui, l’architecture gothique mettait en avant les fonctions et les structures, et ne cherchait aucunement à dissimuler celles-ci. À partir de ces observations, Viollet-le-Duc avait formulé une théorie autour de la vérité en architecture. L’architecture ne devait plus être mensongère, et la façade rendue lisible exprimerait les volumes intérieurs. A la villa Berthe, Guimard n’a pas cherché à disposer des ouvertures de taille et de manière uniforme. Au contraire, les baies sont conçues en fonction de la disposition et de la fonction des pièces. Au niveau de la façade arrière, les fenêtres de la travée centrale derrière laquelle se trouve la cage d’escalier affichent une base constituée d’une ligne oblique, qui suggère la pente de l’escalier intérieur.

## Des espaces intérieurs clairement lisibles et lumineux
L’Art Nouveau ne peut être réduit à cette seule préoccupation du décor que ses détracteurs qualifieront de style nouille. Les architectes de l’Art Nouveau prennent également en compte la structure interne de la demeure, accordant une large place à la lumière. Guimard a multiplié les ouvertures à la villa Berthe, afin de livrer au commanditaire des espaces clairs et lumineux. La fluidité des espaces se révèle dans la disposition des pièces en enfilade, les pièces de réception au rez-de-chaussée de la façade principale, et celles d’habitation à l’étage carré. La terrasse faîtière qui couronne le toit, offrant une vue splendide sur la ville-parc du Vésinet, est peut-être l’apogée de cette attention accordée à la lumière et à l’environnement extérieur, bien avant la naissance des principes du Mouvement Moderne et l’avènement du toit-terrasse chez Le Corbusier.
La Hublotière est une villa confortable et moderne dans une enveloppe singulière, produit de l’imagination fertile de son créateur qui se voulait « architecte d’art ».